# Cap of Maintenance
Cap of Maintenance é uma capa cerimonial de veludo carmesim adornada de arminho. É uma das insígnias da monarquia britânica, e é usada pelo monarca durante a procisão de coroação ou em ocasiões de Estado, como a abertura do Parlamento. É carregado pelo  Presidente da Câmara dos Lordes, em cima de uma varinha branca.
Uma capa similar é utilizada em toda a heráldica britânica, e é usada dentro da coroa da Câmara dos Lordes. Por este motivo, também é carregado pelo Lord Mayor da Cidade de Londres e pelos Senhores Prefeitos de outras cidades.
A origem deste símbolo de dignidade é obscura. Ela pode ter tido origem puramente prática, a ser usada para ajudar a ajustar a coroa ficando mais firme ou para proteger a cabeça do metal da coroa.
De acordo com o Oxford English Dictionary, a capa foi concedida pelo Papa a Henrique VII e a Henrique VIII de Inglaterra. É, provavelmente, relacionada com o limite de propriedade ou dignidade, às vezes também denominada, semelhante ao símbolo real com dois picos ou chifres para trás, o que é confirmado como uma carga heráldica de certas famílias. Parece que inicialmente tinha sido um privilégio de duques.